# DJ KIYO
DJ KIYO（ディージェイ・キヨ、1974年 -）は、日本の音楽プロデューサー、DJ。ROYALTY PRODUCTION主宰。日本のクラブミュージック黎明期から活躍し、日本のミックステープの草分け的存在でもある。

## 略歴
- 1974年、東京都杉並区に生まれる。小さい頃から音楽に囲まれて過ごす。[1]
- 1992年、高校時代に歌舞伎町のディスコ通いをしているうちにR&B、ヒップホップカルチャー（特にネイティブ・タン周辺のアーティスト[2]）に傾倒するようになる。その後、ターンテーブルを購入し、DJとしてのキャリアをスタートさせる。また、DJ SHUとDJ AMEKENと知り合いDJ CREW「C.L. MASSIVE」を結成する。
- 1999年、KOHEI JAPANとFunky Lemonadeというユニットを組み、シングルレコードを一枚発売する。
- 2005年、自身の製作環境を整えるため地元東京を離れ沖縄に移住する。
- 2007年3月24日、DULO名義によりインストゥルメンタル作品である1stアルバム『MILLION WAY OF LISTEN』を発売する。
- 2007年9月22日、DULO名義によりインストゥルメンタル作品である2ndアルバム『BILLION WAY OF LISTEN』を発売する。
- 2012年5月24日、リミックス作品『BOOTLEGGIN'』を発売する。

## ディスコグラフィ

### アルバム
- 『BOOTLEGGERS PARADISE』　（2010年）　OIL WORKS主催イベントの会場で限定販売。CD-R。
- 『FRESH & DIRTY VOL.1』　（2011年5月20日）
- 『BOOTLEGGIN'』　（2012年5月24日）

#### DULO名義
- 『MILLION WAY OF LISTEN』　（2007年3月24日）
- 『BILLION WAY OF LISTEN』　（2007年9月22日）

### MIX TAPE
- 『Higher Level Vol.1』
- 『Blend Source』
- 『Higher Level Vol.3』
- 『Higher Level Vol.4 R&B Joint』
- 『UNSTOPPABLE』　（1998年）
- 『UNBELIEVABLE』　（1998年）
- 『High School High』
- 『URBAN ESKIMO』　（1998年）
- 『Cisco R&B Fair '98』
- 『End Of Summer '99』
- 『Freshmode』
- 『Give Me A Break』
- 『Substream』
- 『Five Blunt Burning』
- 『instinct rep.』
- 『Guideline』
- 『Towa Tei MEGAMIX』
- 『Primitivism』
- 『Multiplex』
- 『Conception』
- 『Inspiration Box』
- 『ROTF (Return Of The Fat)』

### MIX CD
- 『UP ABOVE RECORDS PRESENTS IT'S A NEW STANDARD OF THE UNDERGROUND』　（2005年11月24日）
- 『TIGHT VOL.12』　（2006年3月18日）
- 『BASTARD JAZZ presents… HEAR NO EVIL, SEE NO EVIL, SPEAK』　（2007年11月17日）
- 『THE BASIS』　（2009年1月14日）
- 『UNBELIEVABLE』　（2010年5月1日）　1998年発表のカセットテープ作品のCD化。
- 『UNSTOPPABLE』　（2010年7月3日）　1998年発表のカセットテープ作品のCD化。
- 『URBAN ESKIMO』　（2010年9月4日）　1998年発表のカセットテープ作品のCD化。
- 『FRESH MODE』　（2010年10月9日）
- 『ICHIRO TRADEMARK SOUND MIX』　（2011年8月1日）　ビートメーカーICHIRO_の音源をミックス。200枚限定。
- 『BEATLES BEATLOGY 2 REMIXES』　（2011年9月26日）
- 『Urban Next -The New Model For DJs-』　（2011年8月14日）
- 『TRU UNDERGROUND CONTEMPORARY MIX VOL.3』　（2012年9月）
- 『heavysick ZERO 10th ANNIVERSARY PARTY LIVE MIX CD』　（2012年9月5日）　同名CD特典の非売品ノベルティ。極少量。
- 『LINK PREMIERE PARTY LIVE MIX CD』　（2012年9月15日） DVD『LINK』特典。限定100枚。
- 『END OF SUMMER 1999』　（2012年9月29日）　1999年発表のカセットテープ作品のCD化。Zooooo.jp限定150枚。CD-R。
- 『BEATSTRUMENTAL CONTEMPORARY VOL.1』　（2012年11月1日）
- 『MELTING BODY MUSIC 1.5』　（2012年11月30日）　250枚限定。CD-R。
- 『OILWORKS TECHNICS Mix 2012』　（2012年12月11日）　「OILWORKS TECHNICS in Tokyo Oilworks 10th Anniversary Special」ノベルティ。300枚限定。
- 『YEAR OF THE DRAGON ～BEST OF THE UNDERGROUND HIP HOP 2012～』　（2012年12月27日）　渋谷ディスクユニオン限定300枚販売。
- 『PLUG RESEARCHER』　（2013年2月13日）
- 『LAZY REPLAY : MIXED BY DJ KIYO』　（2013年3月20日）
- 『BEATSTRUMENTAL CONTEMPORARY VOL.2』　（2013年6月1日）
- 『MORIOCAN BOOTLEG MIX』　（2013年7月14日）　盛岡のMOTHER MORIOKAにて開催されたイベントALL STARSのチケット購入時の80枚限定ノベルティ
- 『IMA 07』　（2013年7月26日）
- 『PILLOW TALK』　（2013年9月11日）
- 『NEO COMFORT VOL.3.5』　（2013年11月8日）
- 『TIME FLIES』　（2014年4月1日）
- 『WINTER MADNESS』　（2015年1月16日）
- 『SPRING MADNESS』　（2015年5月4日）
- 『SUMMER MADNESS』　（2015年9月5日）
- 『AUTUMN MADNESS』　（2015年11月27日）
- 『MIGHTY 90'S BEATLOGY 3』　（2015年3月29日）
- 『J DILLA DEDICATION MIX : WE'RE YANCY CHILDREN』　（2021年2月10日） 2013年の物販限定CD-Rのジャケ付きリマスターリイシュー作品。

#### THE BOOT CONDUCTOR名義
- 『HEALING BASICS VOL.4 ～DREAM LIVE～』　（2012年6月）　下北沢ディスクユニオン限定300枚販売。
- 『HEALING BASICS VOL.4.5』　（2014年6月27日）

他、インディーズ含め、多数。

### アナログ
- 『FRESH & DIRTY VOL.1 instrumental』　（2011年7月5日）

### 楽曲提供
- 「RHYME THERAPY」　Funky Lemonade　（1999年）
- 「ペンは走る -MELLOW DRAMA-」　Funky Lemonade　（1999年）
- 「ウィークエンダー」　MELLOW YELLOW　『CRAZY CLIMBER』　（2001年11月30日）
- 「RECORD SURPLUS」　キリコ　『BLAST』　（2008年11月8日）
- 「Future Primitive」　OILWORKS　『The Visionaries』　（2011年5月18日）
- RECOGNIZE PRODUCTION　『LINK』　（2012年9月15日）
- 「SBR501」　Subsequents　『Ultimate Breaks & Beats Session - Reconstructions #1』　（2015年10月31日）　AZZURROとのユニットSubsequents名義

#### リミックス
- 「真実の弾丸 (Flute Mix)」　キングギドラ　『影』　（1996年4月25日）
- 「'95 (Remix)」　Naked Artz　『'95 Remix』　（1997年9月10日）
- 「対話 (DJ KIYO Remix)」　LIBRO　『対話』　（1998年）
- 「Stolen Moments (DJ KIYO Remix)」　DJ MITSU THE BEATS　『RE-NEW AWAKENING Part 2』　（2004年9月10日）